# Carlos Tünnermann Bernheim

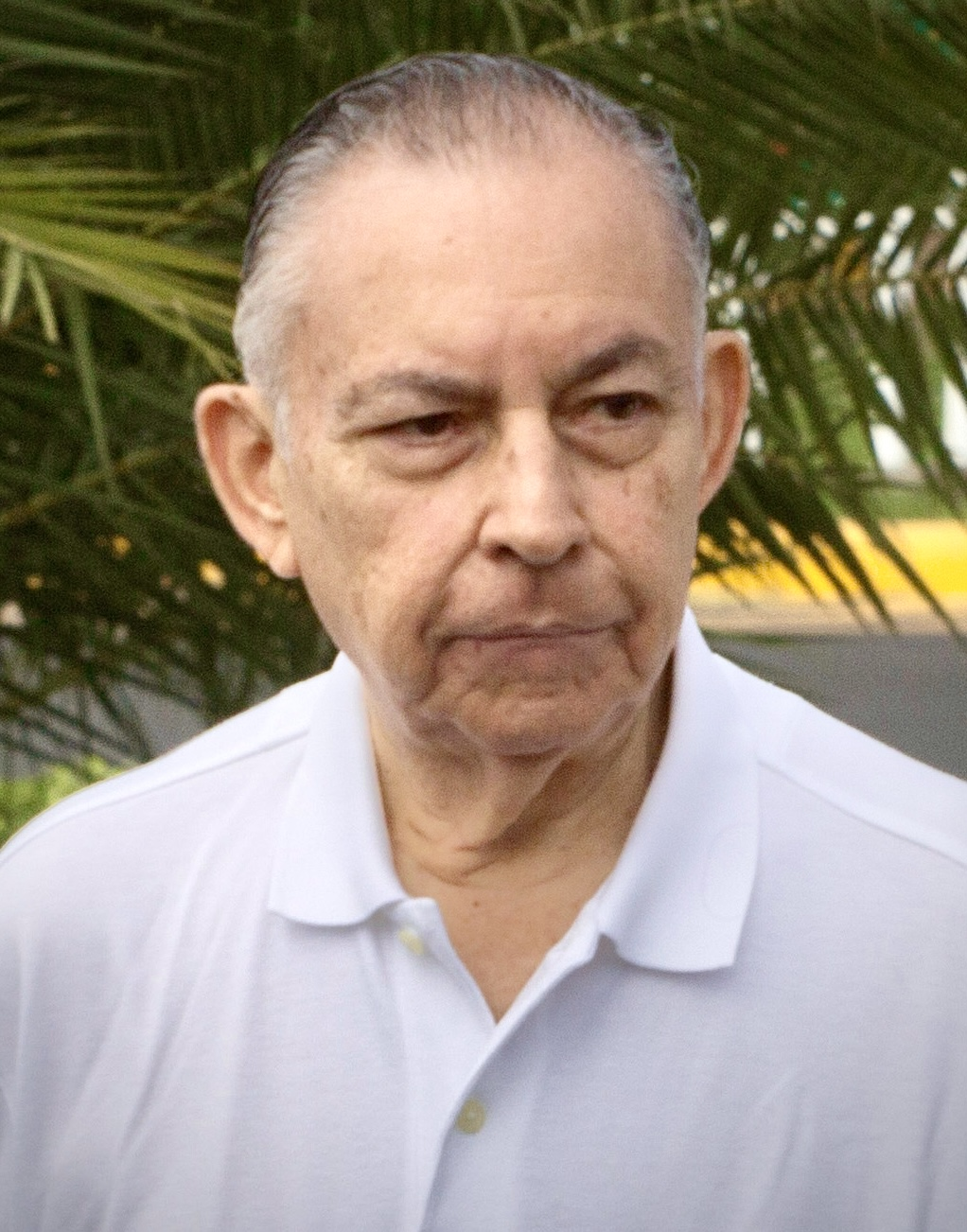
Carlos Tünnermann Bernheim, 2013

Carlos Tünnermann Bernheim (* 10. Mai 1933 in Managua; † 26. März 2024 ebenda) war ein nicaraguanischer Schriftsteller, Essayist, Jurist, Politiker und Diplomat.

## Leben
Carlos Tünnermann Bernheim war der Sohn der Pädagogin Lydia Bernheim und des Komponisten Carlos Tünnermann.
Wilhelm Tünnermann, einer seiner Großväter, kam zwischen 1885 und 1890 aus Leipzig nach Nicaragua, wo er 1892 zu den Gründern der Handelskammer gehörte und 1894 in Managua mit Alberto Peter und weiteren einen Kaffeehandel gründete.
Sein Onkel Guillermo Tünnermann López (* 10. September 1894) war Direktor der Nationalbank von Nicaragua.
Carlos Tünnermann Bernheim war mit Rosa Carlota Pereira Bernheim verheiratet. Ihre Kinder sind: Carlos, Edmundo, Rosa Carlota, Alejandro, Ingrid, Carla und Patricia.
Er besuchte das Instituto Pedagógico de Varones de Managua und wurde von der Universidad Nacional Autónoma de Nicaragua León (Nicaragua) zum Doktor der Rechte promoviert. Er absolvierte ein Aufbaustudium zum Thema Lehrplan am Instituto Internacional de Planeamiento de la Educación (UNESCO – París).
Von 19. Juli 1979 bis August 1984 war er in der Junta de Gobierno de Reconstrucción Nacional Bildungsminister.
Von August 1984 bis 1988 war er Botschafter in Washington, D.C. Nachdem die Regierung Daniel Ortega Richard Huntington Melton und sieben weitere US-Amerikaner ausgewiesen hatte, wurde Tünnermann vom Kabinett Reagan ausgewiesen.
| Vorgänger                  | Amt                                                             | Nachfolger        |
| -------------------------- | --------------------------------------------------------------- | ----------------- |
| Leandro Marín Abaunza      | nicaraguanischer Bildungsminister 19. Juli 1979 bis August 1984 | Fernando Cardenal |
| Josè Antonio Jarquín Lopéz | Botschafter in Washington, D.C. August 1984 bis Juli 1988       | Ernesto Palazio   |